# Jutro (czasopismo)
Jutro – tygodnik, organ Związku Weteranów Powstań Narodowych RP 1914–1919.
Tygodnik był poświęcony „aktualnym zagadnieniom polskim, oparty na ideologii niepodległościowej i powstańczej Polski Zachodniej”, obejmującej byłą dzielnicę pruską. 
Początkowo wydawcą tygodnika była Powstańcza Spółdzielnia Wydawnicza w Poznaniu, powołana 16 lipca 1936 roku. W 1937 roku wydawcą „Jutra” był Zarząd Główny Związku Weteranów Powstań Narodowych RP na czele z jego prezesem, senatorem Zygmuntem Głowackim. 
Siedziba redakcji i administracji mieściła się w Poznaniu. Pierwotnie w Alei Marcinkowskiego 25, a później przy ulicy Mickiewicza 36. 
Pierwszym redaktorem naczelnym i odpowiedzialnym był Adam Poszwiński, a po nim redaktorem odpowiedzialnym został Antoni Cwojdziński. Administracja pozostawała w rękach majora stanu spoczynku Walentego Matylli, byłego kwatermistrza 54 pp.
Autorami artykułów publikowanych na łamach „Jutra” byli członkowie Związku, między innymi Adam Poszwiński, dr Zdzisław Grot, rtm st. sp. Stefan Stablewski.
Ostatni numer „Jutra” ukazał się 9 stycznia 1938 roku, co było następstwem połączenia się Związku Weteranów Powstań Narodowych RP 1914–1919 z Towarzystwem Powstańców Wielkopolskich i planami wydania nowego pisma pod zmienionym tytułem.